# Wikipedia katalońskojęzyczna
La Viquipèdia, znana także jako Wikipedia w języku katalońskim (kat. Viquipèdia en català) oraz Wikipedia w języku walenckim (wal. Viquipèdia en valencià) – Wikipedyjna wersja w języku katalońskim. Katalońskojęzyczna Wikipedia była trzecią wersją językową Wikipedii pod względem kolejności powstania – po angielskiej i niemieckiej.
Na dzień 22 stycznia 2023 roku zajmowała 20. miejsce pod względem liczby opublikowanych artykułów (ponad 700 000). Spośród wersji językowych, które przekroczyły próg 100 tys. artykułów, katalońska Wikipedia znajdowała się na 31. miejscu pod względem liczby czytelników przypadających na jeden artykuł.
Język kataloński ma status języka urzędowego wyłącznie w Andorze, będącej mikropaństwem, a posługuje się nim około 10 milionów osób na całym świecie.

## Historia
16 marca 2001 roku Jimmy Wales ogłosił zamiar utworzenia wersji Wikipedii w innych językach narodowych, poza angielskim. Tego samego dnia rozpoczęto pierwsze prace nad katalońskojęzyczną wersją Wikipedii, prowadzoną pod adresem deutsche.wikipedia.com. Powstały również pierwsze modyfikacje na stronie w języku katalońskim. 
17 marca 2001 roku opublikowano pierwszy w historii Wikipedii artykuł w języku innym niż angielski – dotyczył on abakusa. Przez kolejne 63 dni język kataloński był jedynym poza angielskim, w którym publikowano artykuły na Wikipedii. Początkowy adres katalońskiej wersji (catalan.wikipedia.com) został zmieniony kolejno na ca.wikipedia.com, a następnie na obecnie używany: ca.wikipedia.org.
Od 2003 roku przyjęto zapis nazwy encyklopedii zgodnie z zasadami ortografii katalońskiej – „Viquipèdia”. Po intensywnej debacie między katalońskimi a walenckimi wikipedystami na temat używanej nazwy, ustalono, że zarówno forma „Viquipèdia en català”, jak i „Viquipèdia en valencià” są akceptowalne i równoprawne.
W 2005 roku zarejestrowano także domenę internetową viquipedia.org, umożliwiającą dostęp do zasobów katalońskojęzycznej Wikipedii.
- Pierwszy artykuł został opublikowany 17 marca 2001 roku o godzinie 3:41 czasu środkowoeuropejskiego letniego przez anonimowego użytkownika o adresie IP: 194.158.80.xxx[4]
- Pierwszym zarejestrowanym użytkownikiem był Cdani – cytowany później przez Jimmy’ego Walesa

W 2005 roku przeprowadzono dyskusję wśród wikipedystów z wschodniej Hiszpanii na temat tego, czy katalońska Wikipedia powinna być uznawana również za wersję w języku walenckim. Nie osiągnięto konsensusu, ponieważ większość użytkowników przyjmuje, że „Wikipedia po katalońsku” jest zarazem „Wikipedią po walencku” i stanowi jedną wersję językową w ramach wspólnej przestrzeni kulturowej i językowej.

## Współpraca
W maju 2007 roku zainicjowano projekt współpracy katalońskojęzycznej Wikipedii z Ministerstwem Edukacji Wspólnoty Autonomicznej Katalonii. Celem inicjatywy była promocja korzystania z katalońskiej wersji Wikipedii przez studentów oraz zachęcanie do wykorzystywania jej jako narzędzia edukacyjnego. 
Inicjatorzy projektu ze strony społeczności Wikipedii katalońskiej zakładali również, że współpraca przyczyni się do rozwoju czytelnictwa oraz zwiększenia liczby artykułów tworzonych w tym języku.
W lipcu 2007 roku w Lleidzie – uznawanej za kulturalną stolicę Katalonii – odbyło się pierwsze doroczne spotkanie społeczności, określane przez Katalończyków mianem „Viquitrobada”. Kolejne edycje odbywały się m.in. w Barcelonie (w gmachu Biblioteki Narodowej Katalonii), Figueres, Badalonie oraz Sabadell.

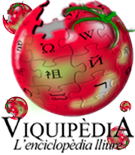
Logo Wikipedii katalońskiej ucharakteryzowane na pomidora z okazji święta Tomatiny

## Rozwój artykułów
W marcu 2003 roku Viquipèdia osiągnęła liczbę 1000 artykułów, a dwa i pół roku później – w październiku 2005 – przekroczyła próg 10 000 haseł. 
Jesienią 2009 roku katalońskojęzyczna Wikipedia przekroczyła barierę 200 000 artykułów, choć w tym samym czasie wersja hiszpańska zawierała ich czterokrotnie więcej. W grudniu 2010 roku liczba haseł wzrosła do 300 000, a w kwietniu 2013 – do 400 000. 
Przed piętnastą rocznicą powstania katalońskiej Wikipedii – 16 marca 2016 roku – społeczność wikipedystów podjęła intensywne działania, aby do tego czasu osiągnąć próg pół miliona artykułów. Cel ten został osiągnięty 11 marca 2016 roku.

## Dalsza ewolucja
27 lipca 2014 roku Jimmy Wales przemawiał podczas zakończenia forum IMPULSA, zorganizowanego przez Fundación Príncipe de Girona. W swoim wystąpieniu wyraził uznanie dla katalońskojęzycznej wersji Wikipedii, a język kataloński określił jako „mały język z ogromną społecznością” w odniesieniu do jego reprezentacji w ramach projektu.

## Logo Wikipedii
Tradycją katalońskiej Wikipedii jest dostosowywanie logo Wikipedii do okazji regionalnych świąt, a także do obchodów kolejnych kamieni milowych związanych z liczbą opublikowanych artykułów. Zwyczaj ten jest rzadziej praktykowany w innych społecznościach Wikipedii.

## Współpraca z Generalitat de Catalunya
Generalitat de Catalunya – rząd Katalońskiej Wspólnoty Autonomicznej – współpracuje z katalońską Wikipedią od 2013 roku. W ramach współpracy koordynowane są działania mające na celu łączenie treści publikowanych na oficjalnych stronach internetowych Generalitat z niezależnymi źródłami wiedzy dostępnymi w Viquipèdii.
Poszczególne departamenty i jednostki administracyjne, na mocy umów o współpracy, organizowały aktualizacje i rozwój treści Wikipedii o różnej tematyce.
Rząd kataloński, za pośrednictwem Departamentu Edukacji, uruchomił tzw. „Maraton Wikipedii” z okazji Dnia Internetu.
W styczniu 2008 roku liczba artykułów przekroczyła 100 000 – jeszcze sześć miesięcy wcześniej, w maju 2007, było ich zaledwie 60 000. Rozwój ten był efektem kampanii edukacyjnej ogłoszonej przez rząd regionalny, w ramach której zezwolono uczniom na tworzenie artykułów w języku katalońskim podczas zajęć lekcyjnych.
Minister edukacji Ernest Maragall ogłosił 17 maja dniem „Maratonu Wikipedii”, podczas którego uczniowie katalońskich szkół mieli okazję zapoznać się z katalońską wersją encyklopedii. Jednym z głównych celów wydarzenia było osiągnięcie progu 100 000 haseł – cel ten został zrealizowany 18 stycznia 2008 roku.
Program miał podwójne znaczenie: z jednej strony umożliwił administratorom i redaktorom katalońskiej Wikipedii dynamiczny rozwój liczby oraz jakości artykułów, z drugiej zaś promował znajomość projektu wśród użytkowników posługujących się językiem katalońskim oraz przyczynił się do upowszechnienia dostępu do internetu w szkołach regionu.

## Odwołania
- Autorzy Wikipedii. Viquipèdia:Vint mil articles en català. Wikipedia, l’enciclopèdia lliure, 6 grudnia 2005 [dostęp: 24 czerwca 2006]. Dostępny online: http://ca.wikipedia.org/w/index.php?title=Viquip%C3%A8dia:Vint_mil_articles_en_catal%C3%A0&oldid=254100. (kat.)

## Statystyki
- 16 marca 2001 – Utworzona zostaje Wikipedia w języku katalońskim
- 17 marca 2001 – Utworzony zostaje pierwszy artykuł w Wikipedii po katalońsku: Àbac. Kataloński staje się pierwszą mową inną niż angielska, która jest używana w ramach projektu.
- 16 listopada 2004 – katalońska Wikipedia osiąga liczbę 10 000 artykułów.
- 19 listopada 2005 – katalońska Wikipedia osiąga liczbę 20 000 artykułów
- 6 maja 2006 – katalońska Wikipedia osiąga liczbę 30 000 artykułów.
- 20 września 2006 – katalońska Wikipedia osiąga liczbę 40 000 artykułów.
- 4 stycznia 2007 – katalońska Wikipedia osiąga liczbę 50 000 artykułów.
- 15 maja 2007 – katalońska Wikipedia osiąga liczbę 60 000 artykułów.
- 29 lipca 2007 – katalońska Wikipedia osiąga liczbę 70 000 artykułów.
- 28 września 2007 – katalońska Wikipedia osiąga liczbę 80 000 artykułów.
- 3 grudnia 2007 – katalońska Wikipedia osiąga liczbę 90 000 artykułów
- 18 stycznia 2008 – katalońska Wikipedia osiąga liczbę 100 000 artykułów.
- 27 marca 2008 – katalońska Wikipedia osiąga liczbę 110 000 artykułów.
- 5 lipca 2008 – katalońska Wikipedia osiąga liczbę 120 000 artykułów.
- 28 grudnia 2008 – katalońska Wikipedia osiąga liczbę 150 000 artykułów
- 21 września 2009 – katalońska Wikipedia osiąga liczbę 200 000 artykułów.
- 30 czerwca 2010 – katalońska Wikipedia osiąga liczbę 250 000 artykułów.
- 21 grudnia 2010 – katalońska Wikipedia osiąga liczbę 300 000 artykułów.
- 26 sierpnia 2011 – katalońska Wikipedia osiąga liczbę 350 000 artykułów.
- 12 kwietnia 2013 – katalońska Wikipedia osiąga liczbę 400 000 artykułów.
- 13 lutego 2015 – katalońska Wikipedia osiąga liczbę 450 000 artykułów.
- 11 marca 2016 – katalońska Wikipedia osiąga liczbę 500 000 artykułów.
- 6 sierpnia 2017 – katalońska Wikipedia osiąga liczbę 550 000 artykułów.
- 8 stycznia 2019 – katalońska Wikipedia osiąga liczbę 600 000 artykułów.
- 24 kwietnia 2022 – katalońska Wikipedia osiąga liczbę 700 000 artykułów.